# Kolümbétra-kert

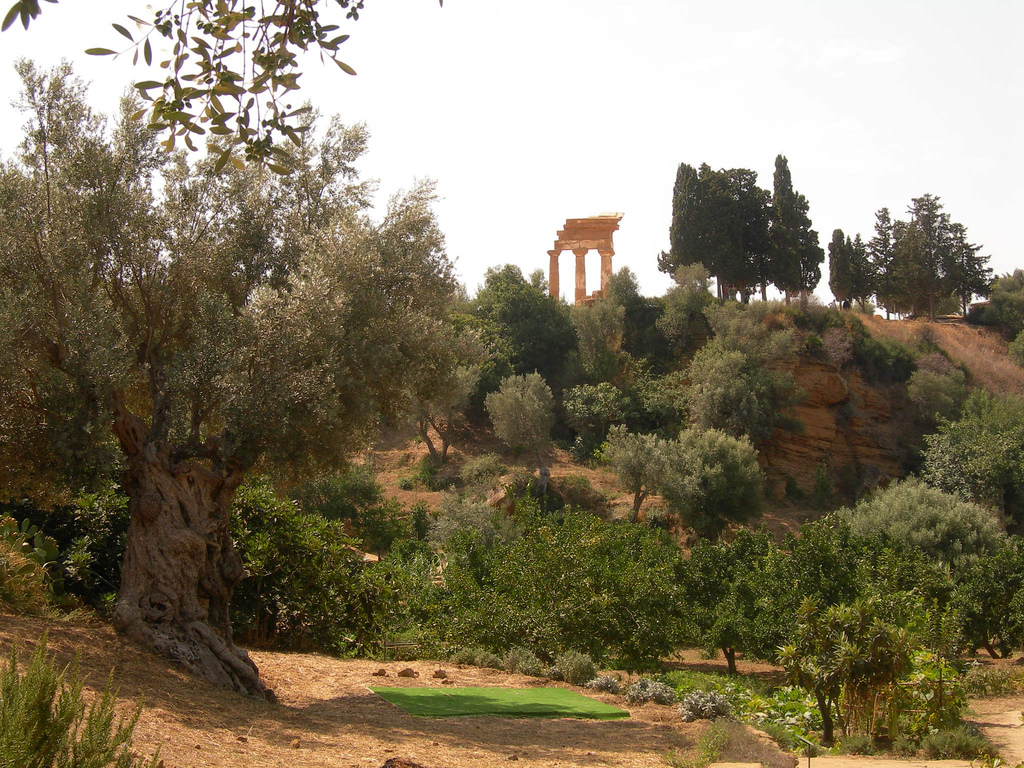
A Dioszkuroszok temploma a Kolümbétránál

A Kolümbétra-kert (a κολυμβήθρα görög kifejezés a római korban, vízi játékokra létesült úszómedencét jelenti) Agrigento régészeti lelőhelyei egyik legtermészetesebb, leglátványosabb helyszíne, a Templomok völgyének nevezett mélyedésben fekszik. 1999-ben az Olasz Környezet Alapnak (FAI), 25 évre ingyenes koncesszióba adta Szicília régió, hogy helyi és országos szinten jelentős régészeti-természeti helyszínné fejlesszék, véget vetve annak az elhanyagolt állapotnak, amit a 19. század utolsó évtizedei hoztak létre. A növényzet és a szerkezet helyreállítása lehetővé teszi néhány hipogeum feltárását is.

## Története
A Kolümbétra történetének legelfogadhatóbb forrása Diodórosz Szikulosz ókori történetíró Bibliotheca Historica című művének XI. és XIII. kötete, amelyben leírja az Akragaszi Teron türannosz által, közvetlenül a himérai csata (i. e. 480) után elrendelt városfelújítási munkálatokat, a medence fő adataival együtt:
|  | „… nagy medence … hét sztadion körmérettel … húsz könyök mély … amelyet Akragaszi Feádisz vízvezetékei táplálnak, élénk, választékos növényzettel és elégséges vadállománnyal … Diodórosz Szikulosz Bibliotheca Historica, I. könyv, 25, 1. század” |
|  | |

Ugyanabban az időszakban, amikor a Kolümbétra létesült, a csatában szerzett nagyszámú rabszolga munkája nemcsak a híres akragaszi templomok és hipogeumok, hanem mesterséges alagutak létrehozását is lehetővé tette, amelyeken keresztül a porózus sziklákon átszűrődő vizet a medence állandó táplálására használhatták. A kert, túl azon, hogy a helyi zsarnokok üdülőhelye, a városi lakosság találkozóhelye is volt; a nők itt mosták kelengyéjüket, mások a langyos vízben megmerülve felfrissülhettek.
A himérai csata után egy évszázaddal Diodórosz megállapította, hogy a medence eliszaposodva jóltermő kertté alakult át. A hipogeumok, eredeti funkciójuk helyett mezőgazdasági célokat szolgáltak, a vízvezetékekkel kisebb kádakat töltöttek fel, amelyek egy-egy hipogeum tartalékát képezték és a kert öntözésére szolgáltak. Manapság is ez a rendszer tartja fenn a földek művelhetőségét.
1100 körül a kertet cukornád termelésére fogták.
Tommaso Fazello (1498–1570) történész, dominikánus szerzetes meséli, hogy a 16. század körül horti abatiae néven a Badia Bassa apátság ellátását szolgálta.
A 18-19. században, amikor Szicíliában elterjedt a gyümölcstermesztés, a kertben citrusféléket termesztettek.
2007-ben és 2009-ben a kert bejutott az Il Parco Più Bello d'Italia (Olaszország legszebb parkja) verseny tíz döntőse közé.

## Leírása
|  | „… Az antik, híres akragaszi Kolümbétra valóban leglejjebb volt, a fennsík legalsó pontján, ahol három völgyecske egyesül és a sziklák éles szakadékban válnak el attól a vonaltól, ahol a templom(rom)ok kezdődnek, amit széles síkság szakít meg. Azon a helyen, amelyet ma Déli apátságnak neveznek, az akragasziak, száz évvel városuk megalapítása után halastavat formáltak, egy nagy vízmedencét, amely a Hypsasig terjedt és gátja a folyó mentén futott a városi erődítményig …” |
|  | – Luigi Pirandello, I vecchi e i giovani (Öregek és fiatalok) |

A kertben, amely alig nagyobb öt hektárosnál, a Valle dei Templi jellegzetes művelési módjainak gazdag változatosságával találkozunk. A völgy végében citrusformák különböző fajtái (szentjánoskenyérfa, pisztácia, eperfa, dió, gránátalma, banán) díszlenek; a folyó mentén, a mészkősziklák lábáig mandulafák, olajfák, hagyományos és mediterrán veteményeskertek mirtusz, babér, pisztáciák (örökzöld pisztácia, terpentinpisztácia), fagyal, magyaltölgy, kutyatej, bengefélék, a hüvelyesekhez tartozó jeneszter, a pálmaféléket képviselő törpepálma, Ampelodesmos és szentjánoskenyérfa.

### Talajhasználat
A Kolümbétra-kert területe talajhasználat szempontjából öt zónára osztható:
- citrusfa-zóna
- mandula-olajfa-zóna
- a Mediterráneum tipikus növényzetének zónája
- védett növényzet zónája
- őshonos növényzet zónája

#### Citrusfa-zóna
A földterület 29%-át kitevő zóna terményei a keserű narancs, mandarin, citrom, grépfrút, klementin és az édes narancs olyan fajtái, mint a Portogallo, a Tarocco, a Brasiliano, a Vaniglia és a Vaniglia-rosa.
A zónán belül olyan fafajok is jelen vannak, mint az eperfa, a szilva, a naspolya, a körte, az azaról galagonya nevű galagonyafaj és a füge.
Külön sajátossága e vidéknek, hogy több citrusféle évente többször is képes virágzani és gyümölcsöt hozni.

#### Mandula-olajfa-zóna
A Valle dei Templi két domináns kultúrnövénye jól alkalmazkodott a völgy talajához és a hosszú száraz periódusokkal jellemezhető agrigentói klímához. A mandulafákat fasorba ültetik, gyakran olajfa vagy fácskává nevelt szőlőtőke mellé. A mandulavirágok decembertől márciusig virulnak, színük a csillogó fehértől egészen a rózsaszín különböző árnyalataiig váltakozik.
Ezek a fasorok a Kolümbétra meredek partjaitól a mészkősziklák lábáig terjednek, a terület 18%-át befedve.
A kert rekonstrukciója keretében kb. 1500 mandulafát ültettek, 300 különféle fajtát reprezentálva.

#### Mediterrán zóna
E zóna növényzete spontán alakult ki (részben a FAI restaurációs munkálatai előtt) bokrok és fák formájában, a viszontagságos nyári hatásokat pl. a levelek megvastagodásával és kiterjedt gyökérzet kifejlesztésével vészelve át:
- a szentjánoskenyérfa, amely a meredek és legnaposabb lejtőket foglalja el;
- a nemes babér, amely hatalmas szürke foltot képez a kertben;
- olajfák, amelyek a sziklák közötti üregekben és a mészkőfalak repedéseiben tenyésznek.

Van is egy sor olyan cserje, mint az örökzöld pisztácia, az európai homoktövis, az olajfafélékhez tartozó olajfagyal, a terpentinpisztácia, és különösen a kutyatej. A törpepálma kivételt képez Földközi-tengeri cserjefajok között, ez az egyetlen vadon növő pálmafaj. Ágait, néhány évvel ezelőttig szalma- és lószőrtömés helyett, kötelek vagy szőnyeg és seprűk készítésére használták, a helyi nyelvjárás a giummarre szót használja rá.
A kert 37%-át teszi ki.

#### Védett vegetáció
Ez a típusú vegetáció, amely a teljes terület 12%-át teszi ki, olyan hidrofil növényekből tevődik össze, mint a közönséges olasznád, a Salix pedicellata fűzfaj, a Tamarix africana tamariskafaj és a ricinus, amelyek a vízi út mentén tenyésznek a kertben.

#### Ősvegetáció
Az ebbe a típusba sorolható növényzet a sziklaszirteken virágzik, gyökereit a sziklahasadékokba mélyesztve. Mivel a mészkő porózus kőzet és hidrofil, ezek a növények alkalmazkodtak az ilyen extrém körülmények közötti élethez.
A Kolümbétrában fellelhető őshonos kövi növényfajok a kutyatejek közé tartozó fatermetű kutyatej, a lószőrpálma, a hosszúlevelűnád, a varjúhájfélékhez tartozó közönséges köldökfű (Umbilicus rupestris) és a termetes varjúháj (Sedum sediforme) nevű varjúhájfaj, a festő rekettye, a cserjés macskahere nevű macskaherefaj és a tövises kapri.

## Fordítás
Ez a szócikk részben vagy egészben  a   Giardino della Kolymbetra című olasz Wikipédia-szócikk ezen változatának fordításán alapul.  Az eredeti cikk szerkesztőit annak laptörténete sorolja fel. Ez a jelzés csupán a megfogalmazás eredetét és a szerzői jogokat jelzi, nem szolgál a cikkben szereplő információk forrásmegjelöléseként.

## Külső hivatkozások
- Valle dei Templi - Kolymbethra , Informazioni sulla visita
- Giardino della Kolymbtera - Informazioni utili e orari d'apertura
- Parco della Valle dei Templi - Agrigento
- FAI - Il Giardino della Kolymbetra: l’uomo, la terra, la storia
- Giovanna Alaimo: Giardino della Kolymbetra (A Kolümbétrasz kertje)[halott link]